# قبعة الفرز
قبعة الفرز (بالإنجليزية: Sorting Hat)‏ هي قبعة سحرية خيالية في سلسلة هاري بوتر للمؤلفة البريطانية جون رولينغ، تقوم باختيار المنازل لطلاب مدرسة هوغوورتس. تعتبر القبعة من ممتلكات المدرسة، وتعود ملكيتها في الأصل إلى غودريك غريفندور الذي خلعها عن رأسه لتتولى اختيار منازل الطلاب بعد وفاة المؤسسين، ومحلها الدائم مكتب مدير المدرسة الذي تُغادره مرة واحدة في بداية كل عام دراسي لتشارك في حفل التنسيق، وتقوم باختيار المنازل لطلاب السنة الأولى الجدد، بعد أن تغني أغنية تتحدث فيها عن تاريخ مؤسسي هوغوورتس الأربعة. وتغير القبعة أغنيتها كل سنة.
يرتدي التلاميذ القبعة في حفل التنسيق، فتنظر في داخلهم، وتريهم ما هم عليه حقاً، فتساعدهم على اختيار المنزل الذي يناسبهم أكثر. حاولت القبعة إرسال هاري بوتر إلى منزل سليذرين، لكنه رفض ذلك، فصنفته في منزل غريفندور.
في هاري بوتر وحجرة الأسرار أرسل ألباس دمبلدور قبعة التنسيق إلى هاري بوتر محتوية على سيف غودريك غريفندور، لتساعده في القضاء على وحش حجرة الأسرار.